# Sensor ultrasónico

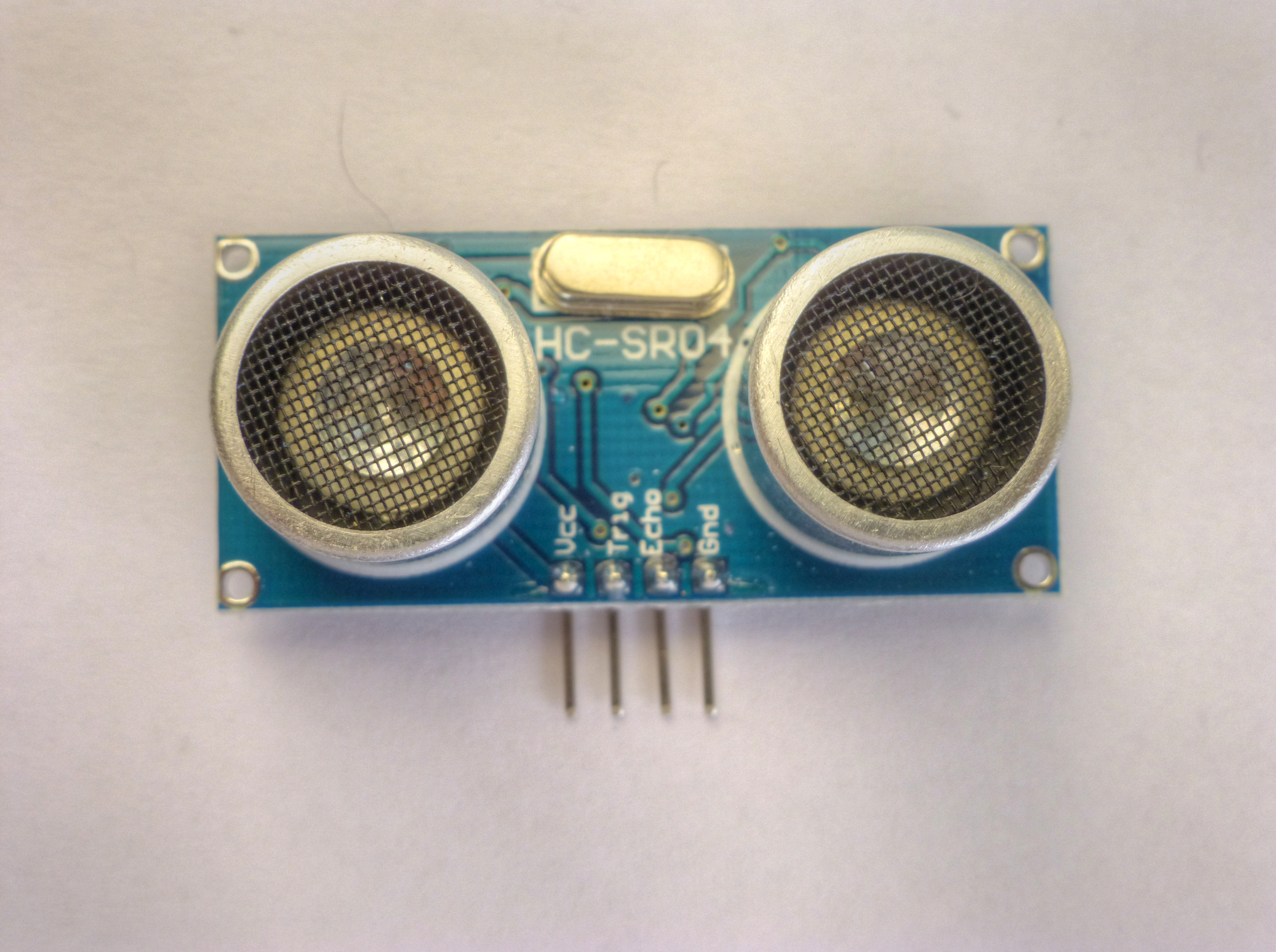
Sensores ultrasónicos como Telémetros electrónicos

Los sensores de ultrasonidos o sensores ultrasónicos son detectores de proximidad que trabajan libres de roces mecánicos y que detectan objetos a distancias que van desde pocos centímetros hasta varios metros. El sensor emite un sonido y mide el tiempo que la señal tarda en regresar. 
Estos reflejan en un objeto, el sensor recibe el eco producido y lo convierte en señales eléctricas, las cuales son elaboradas en el aparato de valoración. Estos sensores trabajan solamente donde tenemos presencia de aire (no pueden trabajar en el vacío, necesitan medio de propagación) y pueden detectar objetos con diferentes formas, colores y superficies. Así como materiales, que pueden ser sólidos, líquidos o polvorientos. Sin embargo han de ser deflectores de sonido. 
Los sensores trabajan según el tiempo de transcurso del eco, es decir, se valora la distancia temporal entre el impulso de emisión y el impulso del eco.

## Ventajas e inconvenientes
Este sensor, al no necesitar el contacto físico con el objeto, ofrece la posibilidad de detectar objetos frágiles, como pintura fresca, además detecta cualquier material, independientemente del color, al mismo alcance, sin ajuste ni factor de corrección. Los sensores ultrasonidos tienen una función de aprendizaje para definir el campo de detección, con un alcance mínimo y máximo de precisión de 6 mm.
El problema que presentan estos dispositivos son las zonas ciegas (blanking) y el problema de las falsas alarmas. La zona ciega es la zona comprendida entre el lado sensible del detector y el alcance mínimo en el que ningún objeto puede detectarse de forma fiable.

## Normativa
La normativa a la que se ajustan los sensores ultrasónicos es la misma que los sensores inductivos.